# 東京都営交通協力会
一般財団法人東京都営交通協力会（とうきょうとえいこうつうきょうりょくかい）は、東京都交通局の乗車券の発売、車両・駅舎清掃、バス誘導、駅売店、高架下施設・駐車場貸付、構内店舗事業などを行っている事業法人。東京都交通局の政策連携団体である。

## 概要
1943年（昭和18年）5月29日に東京市電気局協力会として発足、同年9月22日に東京都交通局協力会に改称し、2013年（平成25年）4月1日から公益法人改革に伴い一般財団法人東京都営交通協力会に移行する。

## 事業内容
以前は都営観光サービスのブランドで旅行業を営み、バスツアーを催行していたが、はとバスに事業を譲渡して2003年（平成15年）3月限りで廃業している。
- 東京都交通局の乗車券類の委託発売
- 売店「メルシー（Merci）」の運営
- 都営地下鉄における駅務関係の受託
- バスターミナル・営業所などでの乗合バス誘導
- 車両・施設の清掃・整備受託
- その他

## 店舗一覧

### 現在の店舗
- 現行店舗については、
  - 駅構内のお店 情報一覧表 ｜ 東京都交通局
  - 都営地下鉄窓口一覧
  - 都営バス営業所・窓口一覧
  - 都電荒川線営業所・窓口一覧を参照のこと。

## 不祥事
都営地下鉄の駅に勤務する職員の出勤、退勤時間を記録しておらず、労働時間を把握していないことなどによって亀戸労働基準監督署から労働安全衛生法に基づく是正勧告を受けた。